# Trebes (Wilhelmsthal)
Trebes ist ein Gemeindeteil der Gemeinde Wilhelmsthal im Landkreis Kronach (Oberfranken, Bayern).

## Geographie
Der ehemalige Weiler ist heute Teil der Steinberger Gemeindestraße Grieser Straße. Diese führt entlang des Trebesbachs nach Gries (1,5 km nordwestlich) bzw. innerorts zur Staatsstraße 2200 (0,5 km südöstlich). Das Trebesbachtal ist tief eingeschnitten und von Wald umsäumt. Der Bach mündet etwas weiter südlich als rechter Zufluss in die Kronach.

## Geschichte
Auf einer topographischen Karte von 1926 wurden nordwestlich von Steinberg erstmals Anwesen verzeichnet. Diese erhielten aber erst 1952 den Namen Trebes. Am 1. Mai 1978 wurde Trebes im Zuge der Gebietsreform in Bayern in die Gemeinde Wilhelmsthal eingegliedert.

### Einwohnerentwicklung
| Jahr      | 001950 | 001961 | 001970 | 001987 |
| Einwohner | 18     | 20     | 18     | *      |
| Häuser    | 3      | 3      |        | *      |
| Quelle    | [ 4 ]  | [ 7 ]  | [ 8 ]  | [ 9 ]  |

## Religion
Der Ort ist in die katholische Pfarrei St. Pankratius in Steinberg gepfarrt.